# Bibliothèque Jean-de-Lasco

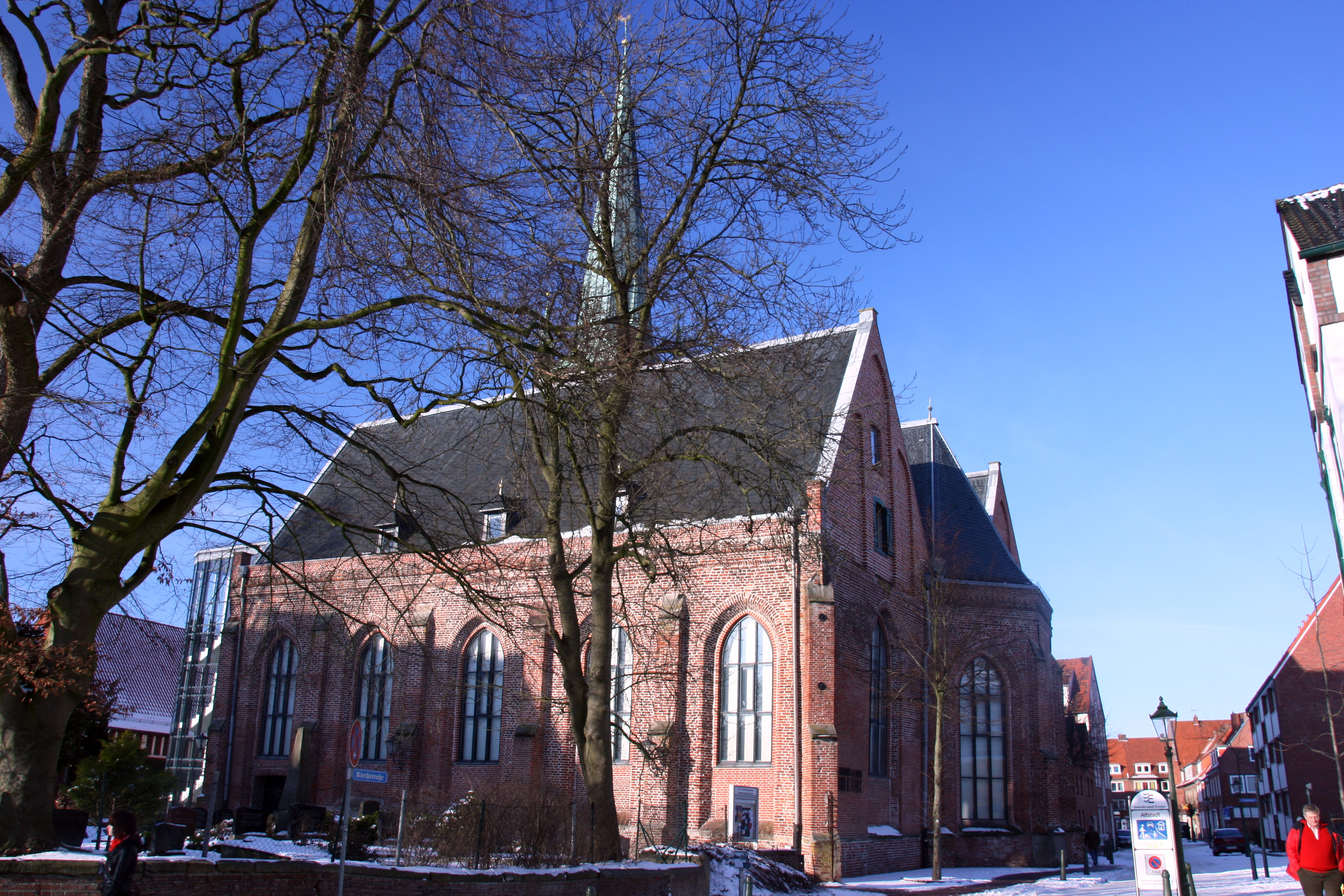
La Bibliothèque Jean de Lasco

La Bibliothèque Jean de Lasco (en allemand : Johannes a Lasco Bibliothek, abrégé en JALB) est une bibliothèque publique non universitaire allemande spécialisée en sciences humaines et en théologie, ainsi qu'un établissement d'enseignement à Emden, la ville principale de Frise orientale. Elle porte le nom du Réformateur protestant polonais Jean de Lasco, qui travailla à Emden entre 1540 et 1555 et y laissa sa bibliothèque. Les domaines de spécialité de cette bibliothèque sont l'histoire et la théologie du protestantisme réformé, l'histoire confessionnelle du début de la période moderne et l'histoire de la Frise orientale. C'est la bibliothèque la plus importante du genre. De plus, l'établissement gère un musée sur les mêmes thématiques.

## Historique

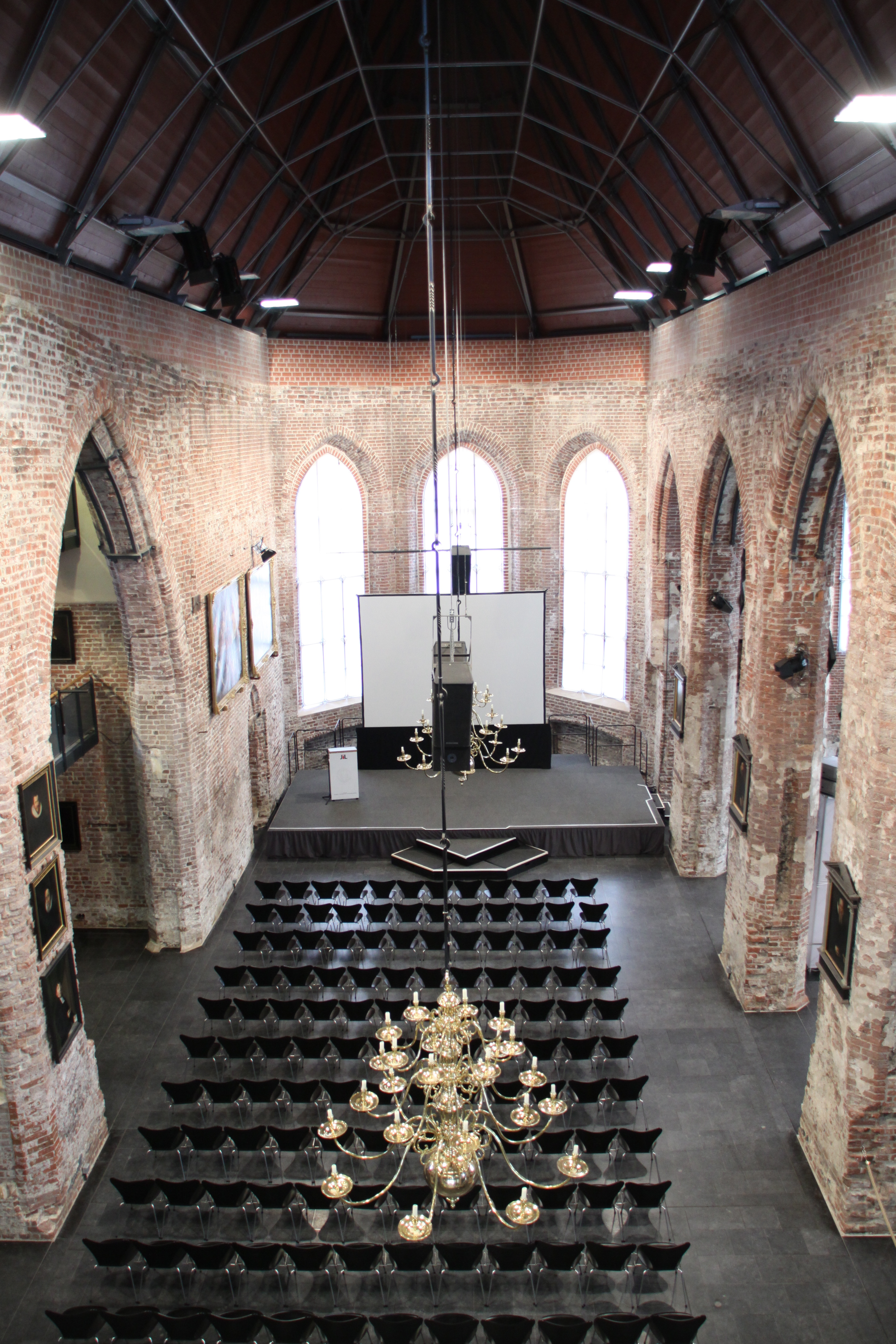
Intérieur de la bibliothèque Johannes a Lasco.

La bibliothèque Johannes a Lasco remonte aux archives et à la collection de livres de la communauté réformée d'Emden, existante depuis 1559, et sert de bibliothèque publique avec un accent sur le protestantisme réformé. Dans cette fonction, il s'agit d'un centre de recherche important, y compris dans un contexte européen. Après une période de reconstruction de trois ans, la bibliothèque a été ouverte en 1995 dans les ruines de la Großen Kirche (de) détruite par un raid aérien en 1943.
La bibliothèque, parrainée par une fondation ecclésiastique, a été élue "Bibliothèque de l'année" par le Deutscher Bibliotheksverband et la Zeit-Stiftung en 2001. Le JALB est financé depuis 1995 par la Fondation allemande pour la recherche (Deutsche Forschungsgemeinschaft, abrégé : DFG) dans son programme d'acquisitions et d'événements.
Pour des raisons financières, une grande partie du personnel a dû être licencié à l'automne 2008 et la bibliothèque a été fermée. Les activités de la bibliothèque et de l'université ont été temporairement suspendues ; les événements se sont poursuivis,. Depuis mai 2010, la bibliothèque est de nouveau ouverte au public, grâce à une aide financière de sept millions d'euros de l'Église protestante en Allemagne et de ses églises membres. La surveillance de la fondation incombe à l'Église évangélique réformée de Leer, en Frise orientale.

## Fonds documentaire de la bibliothèque
La JALB possède des livres des bibliothèques d'Érasme, de Johannes a Lasco, d'Albert Ritzaeus Hardenberg et de Petrus Medmann (de), entre autres. La collection du marchand bibliophile Johann Philipp Janssen, qui n'a été reprise qu'en 1993, et qui comprend environ 2 000 titres, dont 20 incunables et plusieurs gravures du XVIe siècle, est particulièrement précieuse. Conformément à la volonté du donateur, elle est hébergée dans un local spécifique.

## Architecture
Construite au XVe siècle, la grande église d'Emden a été en grande partie détruite lors d'un raid aérien en 1943. La structure actuelle a complété le bâtiment d'éléments d'architecture industrielle moderne.
La salle (la nef reconstruite) est considérée comme l'une des plus belles salles de manifestations muséales du nord de l'Allemagne. Dotée d'une excellente acoustique, elle peut accueillir jusqu'à 400 visiteurs.